# کریسی تیگن
کریستین «کریسی» دایان تیگِن استیونس (به انگلیسی: Christine Diane Teigen Stephens) (زاده ۳۰ نوامبر ۱۹۸۵)، یک مدل آمریکایی است. پدر وی آمریکایی و مادرش تایلندی است . وی اولین بار در سال ۲۰۱۰ برای نسخه سالانه مایوهای زنانه مجله اسپورتس ایلوستریتد در کنار نینا اگدل و لیلی آلدریج مدلینگ انجام داد و در سال ۲۰۱۴ روی جلد این مجله رفت. وی در حال حاضر در کنار ال ال کول جی، یکی از مجریان برنامه مسابقه لب خوانی است که از شبکه اسپایک پخش می‌شود.
تیگن و جان لجند در صحنه‌ی فیلمبرداری برای موزیک ویدئوی «استریو» که یکی از آهنگ‌های لجند در سال ۲۰۰۷ بود با هم آشنا شدند. آنها در دسامبر ۲۰۱۱ بعد از ۴ سال دوستی، نامزد شدند. تیگن در ۱۴ سپتامبر ۲۰۱۳ با جان لجند ازدواج کرد و مراسم عروسی آن‌ها در کومو ایتالیا برگزار شد. ترانهٔ «تمام من» لجند، برای تیگن نوشته شده است.
این زوج دارای دو فرزند دختر متولد آوریل ۲۰۱۶ و ژانویه ۲۰۲۳ و یک فرزند پسر متولد می ۲۰۱۸ میباشند که همگی به روش آی‌وی‌اف متولد شده‌اند.
کریسی به صورت کاملاً شفاف از موضوع افسردگی بعد از زایمان خود و لزوم آگاهی از آن صحبت کرده است علاوه بر این وی چندین بار با پست کردن عکسهایی از مشکلاتی که در ظاهر خود دارد مثل ترکهای روی ران یا شکمش یا حتی جای جوش یا اسکارهایی که با خود دارد قصد نشان دادن این موضوع را دارد که حتی یک مدل هم می‌تواند نواقصی داشته باشد و نباید همیشه آنها را با گریم تصور کرد و ضمناً نباید انتظار ظاهری کاملاً ایده‌آل را داشت و دختران و زنان جوان را تشویق کرده است که خود را همانگونه که هستند بپذیرند و دوست بدارند.
ضمناً وی آشپزی ماهر است و چندین کتاب و حتی برنامه تلویزیونی و سایت جهت آموزش آشپزی دارد و اکثر اوقات آشپزی‌های خانه را خودش انجام می‌دهد.